# Leptocerus speciosus
Leptocerus speciosus är en nattsländeart som beskrevs av Douglas E. Kimmins 1956. Leptocerus speciosus ingår i släktet Leptocerus och familjen långhornssländor. Inga underarter finns listade i Catalogue of Life.